# Scheiditz
Scheiditz là một đô thị thuộc huyện Saale-Holzland, trong bang Thüringen, Đức. Đô thị Scheiditz có diện tích 1,68 km².